# Лука (Войно-Ясенецький)
Архієпископ Лука Войно-Ясенецький (мирське ім'я: Валентин Феліксович Войно-Ясенецький, 27 квітня 1877, Керч — 11 червня 1961, Сімферополь) — хірург, доктор медицини, архієпископ Сімферопольський та Кримський Українського екзархату РПЦ, цілитель, канонізований Синодом Сімферопольської і Кримської єпархій УПЦ (МП) 1995 року:11, а також у 2019 році, — разом із визнанням автокефалії Православної церкви України, і Елладською православною церквою.

## Біографія
Валентин Войно-Ясенецький у 12 років із сім'єю переїхав до Києва. Закінчивши Київську художню школу і провчившись деякий час живописцем у Мюнхені, вступив на медичний факультет Університету св. Володимира в Києві. Навички художника і скульптора стали у пригоді при оперативних втручаннях: виявилися здатні вміло і точно курирувати скальпелем препаратора.
До 1917 року — медик у земських лікарнях Росії, пізніше — головний лікар Ташкентської міської лікарні:7, професор Середньоазіатського державного університету.
31 травня 1923 року, в екстремальних умовах, з іменем Луки прийняв чернечий постриг, згодом був висвячений у сан єпископа:7. Багато разів ув'язнювався органами НКВС СРСР та відбував адміністративні заслання.
Автор 55 наукових праць із хірургії, фізіології та анатомії, 12 томів проповідей. Найвідоміша його монографія «Нариси гнійної хірургії» (рос. Очерки гнойной хирургии) витримала чотири видання (1934, 1946, 1956, 2006). Обраний почесним членом Московської духовної академії у Загорську.
Нагороди:
- премія Хойнацького[9] від Варшавського університету (1916)
- діамантовий хрест на клобук від Патріарха всієї Русі (1944)
- медаль «За доблесну працю у Великій Вітчизняній війні» (1945)
- Сталінська премія першого ступеня за монографію «Нариси гнійної хірургії» та «Пізні резекції за вогнепальних поранень суглобів» (1946)[9][10]

Завдяки його професіоналізму, як лікаря та благочинним намірам, як священника було врятовано життя багатьом пораненим бійцям та вчасно надана кваліфікована допомога.

### Освіта

Меморіальна дошка на фасаді Національного медичного університету імені Богомольця, бульвар Шевченка, 13

Освіту Валентин Феліксович здобув у Києві, куди сім'я переїхала з Керчі. Навчався у 2-й Київській гімназії і мріяв стати художником, але після тривалих роздумів вирішив полегшувати страждання людям, тому 1896 році вступив до медичного факультету Київського національного університету ім. Шевченка. Захоплювався анатомією, малював та ліпив із глини кістяки людини, вивчав філософію. Пізніше писав: «З мене не стався художник, проте я став художником в анатомії та хірургії». Коли розпочалася Російсько-японська війна, Войно-Ясенецький у складі Київського лазарету Червоного Хреста поїхав до Чити, де очолював хірургічне відділення та здобув перший досвід виконання складних операцій. Пізніше, працюючи земським лікарем у Симбірській губернії, Москві, Ташкенті та інших містах, Войно-Ясенецький став першокласним хірургом водночас був сумлінним вірянином.

### Свячення єпископа та заслання
В. Ф. Войно-Ясенецький прийняв чернечий постриг і був висвячений у єпископи 1923 року, у складний для Російської (на той час) Православної Церкви час. Вірний патріарху Тихону, він сам обрав «шлях мучеництва», — що є догмою у духовенства, — адже за радянських часів були гоніння церкви, що призводило до арештів та заслань. В цей момент Валентин Феліксович сказав фразу «Я полюбив страждання, що так дивовижно очищує душу», пізніше він написав автобіографічну книгу «Я полюбив страждання». Через 10 днів його заарештували, і потім він провів 12 років у засланнях і таборах.
Його заарештували із формулюванням обвинувачення: шпигунство на користь англійців через турецький кордон, а родину виселили з квартири. Із московської Бутирки, його відправили у заслання до Красноярську, потім у Туруханський край, де морози сягали 50 градусів. В таких умовах відбувається погіршення здоров'я, не дивлячись на це він продовжує молитися і проводити зустрічі з вірянами, що викликає роздратування в урядовців, та обійтися без нього, як без лікаря, вони не можуть: і керівництво хворіє. Хірурга під конвоєм повертають до Туруханська: тут він виконує блискавичні операції, серед них — і з приводу природженої сліпоти.
Є непідтверджені данні, що у цей період В. Ф. Войно-Ясенецький трансплантував гетеротопічну нирку теляти хворому чоловіку, з тимчасовим ефектом, але з полегшенням стану хворого. Офіційно вважається, що 1934 року лікар Ю. Ю. Вороний з Києва пересадив нирку свині, аби спробувати врятувати жінку після отруєння сулемою.
1926 року, коли закінчився строк заслання, Валентин Феліксович востаннє відвідав батьків, які мешкали у Черкасах. А з 1927 до 1930 року він мешкав в Ташкенті, відсторонений від медичної діяльності. Служби справляв конспіративно, та в квітні 1930 року його знову ув'язнили, заславши спочатку до Котласа, а потім до Архангельська. Тут, за словами Миколи Амосов, який був тоді студентом медичного інституту, професорові дозволили оперувати в поліклініці.
1934 року хірург повернувся до Ташкента і працював в районній лікарні в Андижані. Тоді першим виданням виходять у світ «Нариси гнійної хірургії» — праця стає науковою новиною. 1935–1936 роки В. Ф. Войно-Ясенецький очолює в Ташкенті Інститут невідкладної хірургії, розробляє все нові методи оперативних втручань. Але приходить зловісний 1937 — професор знову за ґратами. Нове звинувачення у «справі Михайловського» — у лікаря Михайловського померла дочка, і він забальзамував її тіло — із співчуття В. Ф. Войно-Ясенецький не поставився з негативом до вчинку колеги, і його засуджують, за, окрім інших «контрреволюційних кроків», «пособничество мракобесию». До поважного лікаря застосовують тортури, слідчі допитують його «конвеєром», змінюючи один одного.
«Я знову оголосив голодування, — згадував Валентин Феліксович, — попри це мене примушували стояти, вимагаючи зізнання: на користь якої держави я шпигую». Уже в наші дні оприлюднено протоколи деяких допитів. «Визнати себе контрреволюціонером я можу лише в тому сенсі, який витікає з проповіді Євангелія», — каже він. — «Усі 20 років я був цілком зайнятий науковою роботою з хірургії і чесним служінням Церкві. Зовсім неприйнятним для мене є ставлення радянської влади до релігії та церкви…»

### 1940— рік заслання, вивезення до Сибіру
1940 року засланця, засудженого до п'яти років, привезли до Сибіру, до селища Велика Мурга.
«Зайшов високого зросту чоловік з сивою бородою, — згадував головний лікар районної лікарні А. Барський, — і відрекомендувався: професор В. Ф. Войно-Ясенецький. Прізвище його мені було відомим за „Нарисами гнійної хірургії“. Хоча райздороввідділ був проти, професорові вдалося знайти роботу. Жив у прохідній кімнатці, оперував надзвичайно багато. Молитися ходив на узлісся, бо церкви було зруйновано…»

### 1943: кінець терміну заслання. Призначення єпископом Тамбовської єпархії
1943 року минає термін заслання. Держава приязніше ставиться до церкви, хоча й тимчасово. В. Ф. Войно-Ясенецького призначають єпископом Тамбовської єпархії, де він водночас працює в госпіталях, а 1946 року за праці «Нариси гнійної хірургії» та «Пізні операції при інфікованих ранах великих суглобів» професорові присуджують Сталінську премію І ступеня.
Спогади медсестри М. Г. Канцепольської свідчать, що в справах, які потребували моральних рішень, Валентин Феліксович поводив себе так, ніби поруч нікого не було. «Він завжди стояв перед совістю сам, один. І суд, котрим він судив себе, був суворіший за будь-який трибунал. Склавши обітницю чернецтва, сорокашестирічний Войно-Ясенецький назавжди усунув себе від земних радощів. Така доля багатьом здавалася безумством, але чернецтво було тільки його власним вибором».

### 1946: духовна діяльність
З травня 1946 року протягом 15 років Владика очолює кафедру Кримської Єпархії в Сімферополі. Єпископа нагороджено діамантовим хрестом на клобук від Патріарха Алексія І (Симанського) (1945):10, медаллю «За доблесну працю у Великій Вітчизняній війні» (1945). На Кримський кафедрі він продовжує свою духовну діяльність. Представився Святитель Божий 11 червня 1961 року в неділю в день «Усіх святих в землі Руській просяявших» в день пам'яті св. апостолів Варфоломія і Варнави (за новим стилем).

### Роки війни та робота з пораненими
Під час війни, коли у медичних закладах особливо бракувало хірургів, про лікаря згадали й покликали для роботи з пораненими. Він організовував госпіталі, вчив лікарів, оперував; талановитий хірург, як і завжди раніше, він поєднував церковне служіння з хірургічною роботою в госпіталях. Іноді перед небезпечною операцією він проводив коротку службу, молебень в операційній.
З початком війни професор пише до Москви: «Як фахівець гнійної хірургії, можу надавати допомогу воїнам в умовах фронту або в тилу». На його лист дає відповідь Клим Ворошилов і Валентина Феліксовича переводять на поселення до Красноярська та призначають консультантом величезного евакогоспіталю 1515. «Цілодобово доводилося оперувати. Поранені солдати та офіцери полюбили мене, — пише в спогадах. — Коли я обходив ранком палати, деякі з них, безуспішно оперовані в інших госпіталях з приводу ушкоджень великих суглобів, салютували прямими ногами».

### Характер святого
Свій вибір святитель Лука вважав природним, єдиним можливим за даних обставин (переслідування церкви авторитарним режимом) і засуджував обновленство та ікономію.
Вирішивши стати єпископом Туркестанським, прямолінійний, байдужий до небезпеки, він відверто обрав шлях справжнього мучеництва. Свою лікарську майстерність єпископ Лука вважав даром містичним, який призначався для уславлення й утвердження Бога. Як лікар він поводився цілком відповідно до дарованих йому здібностей: не відмовляв у допомозі вбогим та знедоленим, не брав нічого за лікування, міг цілий день провести з хворими і брудними дітьми та водночас вигнати атеїста з лікарського приймання. З його боку то не були політичні акції, а тільки вияв його, архієпископа Луки, релігійних моральних уявлень.
Філософ Микола Бердяєв, поєднання гордості та упокорення, вважав природною ознакою суперечливості цієї людської натури. Святитель Лука не міг відмовити вірянам у благословенні, адже то не його власна справа, а щось вище, яке не може підкорятися можновладцям.
Незважаючи на його побиття п'яними червоноармійцями в Ташкенті, на період у житті професора, коли він бідував на Ангарі та на скрутні дні, коли довелося замерзти серед криги на Єнісеї, — лікар вважав, що тут для нього винних немає, адже він ускоромливий, як і належить бути справжньому християнинові. У його душі існувало дві шкали цінностей: одна — вища, духовна, і друга — фізична, буденна.
«Все, що пов'язано з іменем Господа, є святим, і я згоден у разі потреби покласти за те власне життя. Образи й страждання, що їх він зазнає по другій, буденній іпостасі, — ніщо, і терпіти їх треба з упокоренням». Зцілитель за своєю натурою, єпископ Лука сприймав духовний бруд, моральний гній навколишнього світу так, як у своєму лікарняному кабінеті розглядав гній і бруд фізичний: вони не викликали в нього огиди, а спонукали до дій, змушували шукати ліки та лікарські методи, аби оздоровити, врятувати тканину, що збереглася.

## Воєнні і післявоєнні роки у сані архієпископа Кримського
Він нероздільний — професор-хірург В. Ф. Войно-Ясенецький і єпископ Лука. Працюючи із хворими тілом та душею, єпископ також наставляв своїх підлеглих і учнів у розпорядженнях по Кримській єпархії: «Чи багато серед вас священників, які схожі на серйозних лікарів? Чи знаєте ви, як багато труда й уваги приділяють тяжкохворим добрі й досвідчені лікарі? Чи знаєте, як довго розпитують їх і всебічно досліджують їхній організм, як багато треба виконати лабораторних та інших досліджень і спостережень, щоб зрозуміти причину й суть хвороби та знайти правильні способи лікування її? Чи знаєте це? Але ж завдання лікаря — тільки зцілення тілесних хвороб, а наше завдання незмірно важливіше, адже ми поставлені Богом на велику справу лікування душ людських, на позбавлення мук вічних!»
Документи й свідки підтверджують: для архієпископа Луки друга половина 1940-х років — час посиленої уваги до справ церкви. Він адмініструє, проповідує. Особливо любить службу в храмі. На рубежі 1950-х років архієпископ Лука відчуває себе передусім особою духовною. Бажання знайти внутрішній зв'язок між медициною і християнством особливо посилюється в нього за періоду життя у Криму. Для владики релігійність вченого стала певною гарантією проти аморальності наукового пошуку, проти нелюдяності майбутніх відкриттів і винаходів, але для досягнення найвищих наукових вершин мало однієї релігійності — архієпископ Лука вважав, що дослідникові треба бути ще й поміченим перстом Божим. Усією могутністю своєї ерудиції, залучаючи факти еволюційного вчення, фізіології та психології, владика у своїх проповідях виступав на захист євангельського вчення про триєдиний склад людини — дух, душа, тіло.
Помер В. Ф. Войно-Ясенецький у сані архієпископа Сімферопольського і Кримського 11 червня 1961 року.

## Теологічні твори та богословські погляди
Із сотень проповідей архієпископа було надруковано тільки деякі. Його головна богословська праця побачила світ лише через 17 років після смерті автора, в Брюсселі.
Глибокий мислитель і фахівець у сфері фізичних хвороб людини, він кинув свій допитливий погляд і на загробне життя душі. Він написав невелику книгу з дуже глибоким змістом «Дух, Душа, Тіло», де пише: «Між тілом і духом існує постійний зв'язок і взаємодія. Все те, що відбувається в душі людини протягом її життя, має значення й необхідне тільки тому, що все життя нашого тіла й душі, всі думки, почуття, вольові акти (…) найтіснішим чином пов'язані з життям духу. У ньому відображаються, його формують й у ньому зберігаються всі акти душі й тіла. Під їхнім впливом розвивається життя духу і його спрямованість убік добра або зла.
Життя мозку й серця й необхідне для них сукупне, дивно скоординоване життя всіх органів тіла потрібні тільки для формування духу й припиняються, коли його формування закінчене або цілком визначився його напрям». Ці слова архієпископа Луки говорять про найголовніше — що дає людині життя на землі.
У виданні «Дух, душа і тіло» він розглядав рух, з'єднання і властивості елементарних частинок в людському організмі, обґрунтовуючи те, що вони можуть становити людську душу:
|  | Невидима оком частина сонячного спектра становить 34%. І тільки дуже незначна частина з цих 34% - ультрачервоне, ультрафіолетові, інфрачервоні промені - досліджені, і зрозумілі ті форми, які лежать в їх основі. Але що можна заперечити проти припущення, навіть упевненості в тому, що за численними фраунгоферовими лініями ховається багато таємниць, невідомих нам форм енергії, може бути, ще більш тонких, ніж електрична енергія? |

У трактаті «Дух, душа і тіло» архієпископ Лука розмірковував про запроваджену ним понятті християнської антропології, яка розглядала людину як єдність трьох складових: духу, душі і тіла. Серце він визначає як орган спілкування людини з Богом, як орган богопізнання.
Архієпископ Лука, сказавши про зміст нашого життя на землі, продовжує, говорячи, що в безсмертній душі людській після смерті тіла триває вічне життя й нескінченний розвиток у напрямі добра чи зла. Найстрашніше в цих словах архієпископа те, що в момент смерті тіла вже визначився весь подальший розвиток душі в напрямі до добра або зла. У загробному світі перед душею дві дороги до світла або від нього, і душа після смерті тіла вже не може обирати дорогу. Дорога визначена життям людини на землі. Двом різним дорогам відповідають і два різних стани душі після смерті тіла. От як це пояснює архієпископ Лука: "Вічне блаженство праведників і вічні муки грішників треба розуміти так, що безсмертний дух перших, прояснений і могутньо посилений після звільнення від тіла, одержує можливість безмежного розвитку в напрямі добра й Божественної любові, у постійному спілкуванні з Богом і всіма безтілесними силами. Похмурий дух злочинців і богоборців у постійному спілкуванні з дияволом й ангелами його буде вічно мучитися своїм відчуженням від Бога, святість якого нарешті пізнає, і тією нестерпною отрутою, що таїть у собі зло й ненависть, що безмежно зростають у безперестанному спілкуванні із центром і джерелом зла — сатаною. У вічних муках тяжких грішників не можна, звичайно, винити Бога й представляти Його нескінченно мстивим, що карає вічними муками за гріхи короткочасного життя. Усяка людина одержує й має дихання Духа Святого. Ніхто не народжується від духа Сатани. Але як чорні хмари затемнюють і поглинають світло, так злі акти розуму, волі й почуття, при тривалому повторенні їх й захопленні ними, постійно затемнюють світло Христове у душі злої людини, і її свідомості та усе більше позначається впливом духу диявола.

## Канонізаціята вшанування

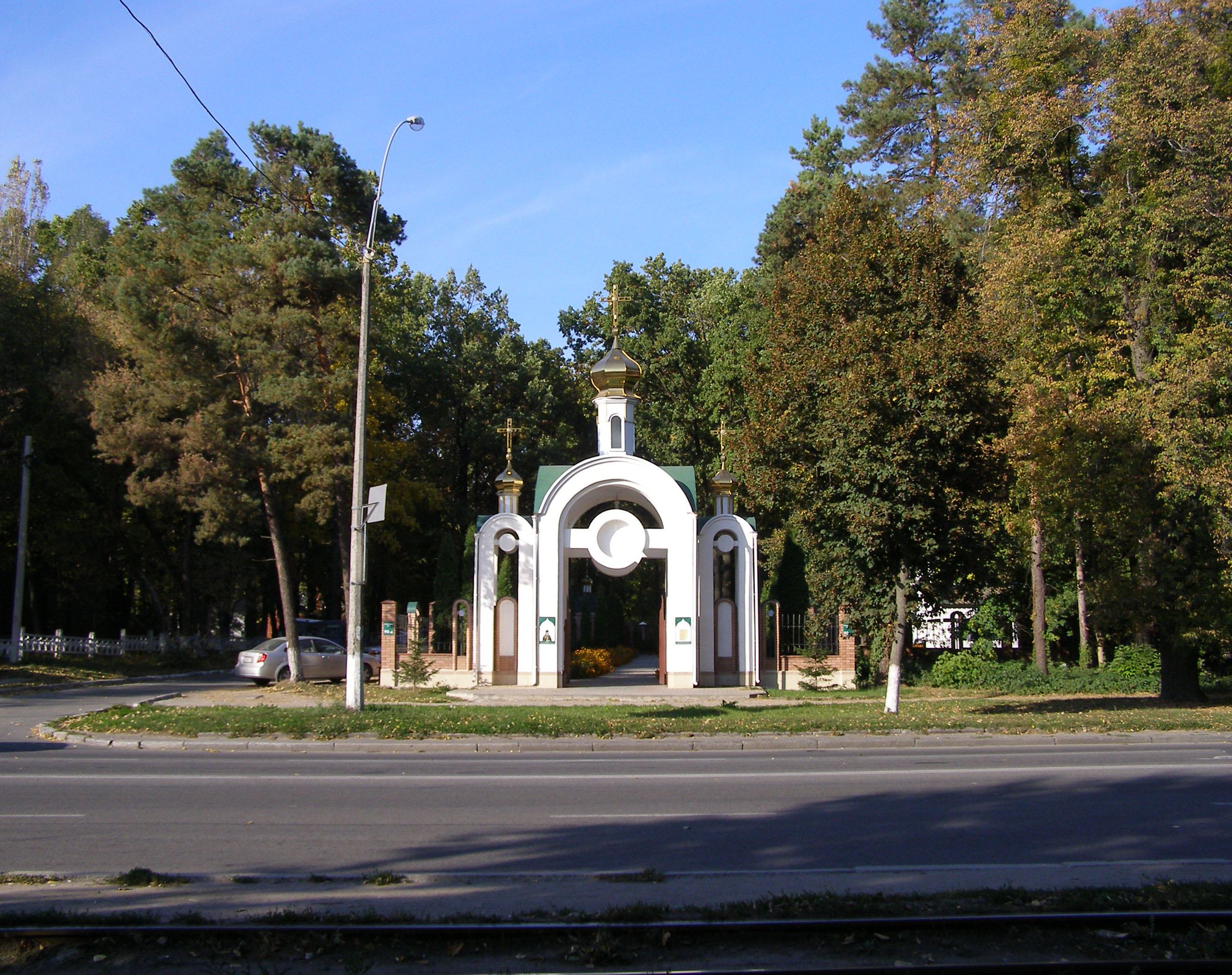
Храм святителя Луки Кримського у Вінниці

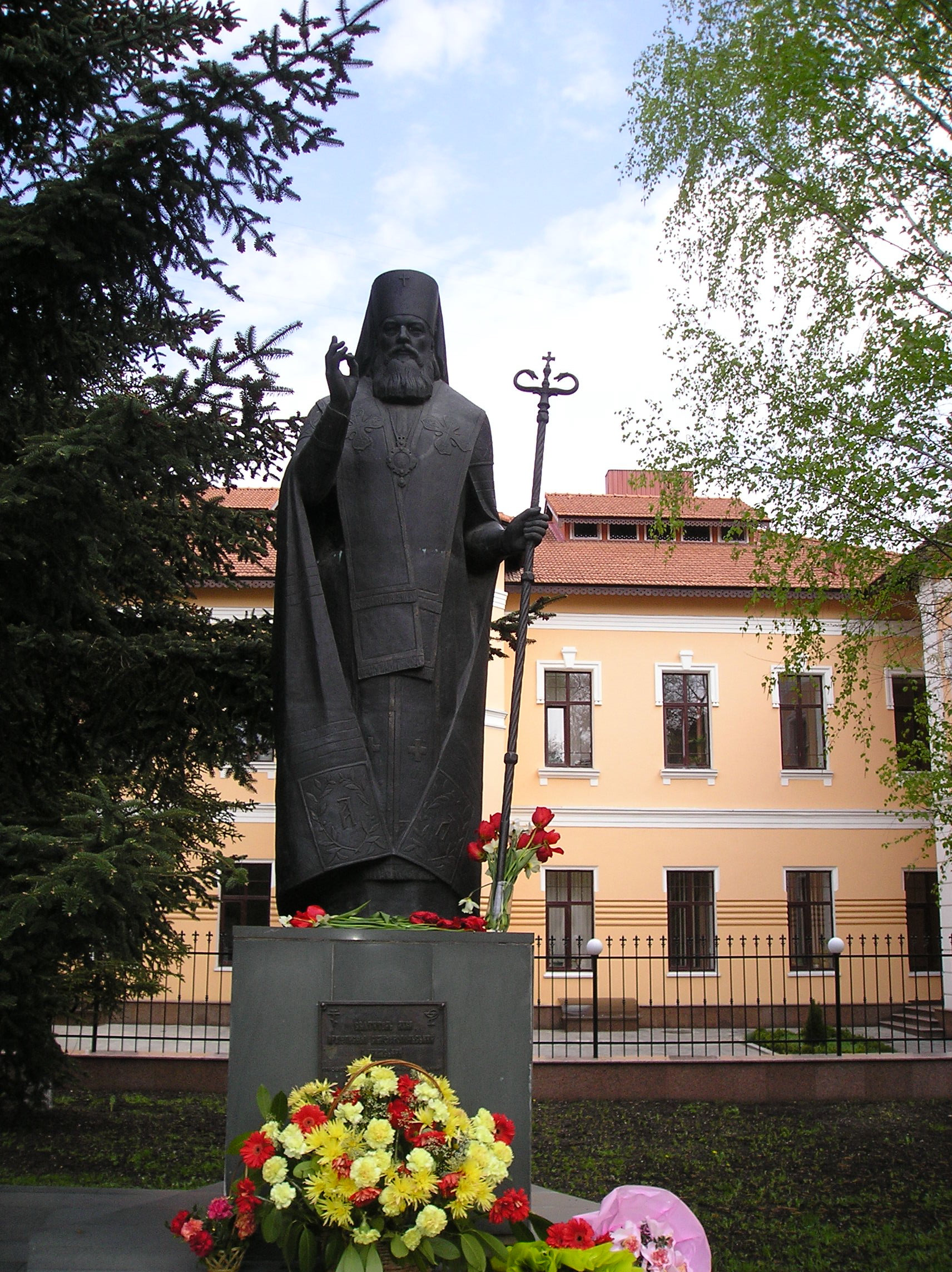
Пам'ятник у Сімферополі

Синод Української православної церкви (МП) 22 листопада 1995 року зарахував архієпископа Сімферопольського і Кримського Луку до лику місцевовшановуваних святих.
12 червня 1998 року засновано храм святителя Луки Кримського у Вінниці і багато Церков на території України.
У 2000 році відбувається загальноцерковне прославляння архієпископа Кримського Луки, як сповідника у сонмі новомучеників та сповідників:11.
У 2005 році в Сумах відкрито храм на честь Святителя Луки.
22 грудня 2009 року в Києві освячено храм на честь Святителя Луки поблизу НМУ ім. О. О. Богомольця.
18 червня 2010 у Сімферополі, на території 386-го військового госпіталю Військово-медичного клінічного центру Кримського регіону, до 205-ї річниці від дня заснування цієї лікувальної установи відкрито пам'ятник Валентину Феліксовичу Войно-Ясенецькому.
27 квітня 2012 року у селі Деньги Золотоніського району Черкаської області встановлено пам'ятний знак на честь святителя Луки Кримського, де 1908 року він працював у місцевій лікарні.
12 липня 2019 року в Стамбулі Константинопольська православна церква прийняла позитивне рішення щодо канонізації святителя Луки Кримського.
22 грудня 2022 року Черкаська міська рада перейменувала вулицю Мєндєлєєва на вулицю Святителя-хірурга Луки.
19 червня 2023 року у місті Черкаси відкрили пам'ятник святителю Луці.
У місті Золотоноша є вулиця Луки Кримського.
У селищі Диканька перейменували вулицю Достоєвського на вулицю Луки Кримського.

## Монографії
- Архієпископ Лука (Войно-Ясенецький) «Про дух, душу і тіло» (рос.) / Брюссель, вид-цтво «Життя з Богом», 1978
- Войно-Ясенецький В. Ф. (Архієпископ Лука) «Нариси гнійної хірургії» (Очекри гнойной хирургии) / М., Біном, 2006—720 с.
- Архієпископ Лука (Войно-Ясенецький). Я полюбив страждання… (автобіографічні нотатки, рос.)